# بول برنارد
بول برنارد (بالفرنسية: Paul Bernard)‏ (و. 1898 – 1958 م) هو ممثل، من فرنسا، توفي في باريس، عن عمر يناهز 60 عاماً.

## وصلات خارجية
- بول برنارد على موقع IMDb (الإنجليزية)
- بول برنارد على موقع ألو سيني (الفرنسية)
- بول برنارد على موقع أول موفي (الإنجليزية)
- بول برنارد على موقع قاعدة بيانات الأفلام السويدية (السويدية)
- بول برنارد على موقع قاعدة بيانات الفيلم (الإنجليزية)
- بول برنارد على موقع كينوبويسك (الروسية)